# Peter Whitehead
Peter Whitehead, britanski dirkač Formule 1, * 12. november 1914, Menston, Anglija, Združeno kraljestvo, † 21. september 1958, Lasalle, Francija.
Peter Whitehead je pokojni pokojni dirkač Formule 1. Debitiral je v sezoni 1950 in na Veliki nagradi Francije je osvojil tretje mesto, kar je njegova daleč najboljša uvrstitev v karieri, saj se mu ni nikoli več uspelo uvrstiti med dobitnike točk. V sezoni 1951 se mu višje kot na deveto mesto ni uspelo uvrstiti, je pa leta 1951 zmagal na dirki 24 ur Le Mansa. V sezonah 1952, 1953 in 1954 ni nastopil več kot na dveh dirkah v sezoni, dosegel pa je le dve uvrstitvi na deveto in deseto mesto, nato pa v Formuli 1 ni več dirkal. Leta 1958 se je smrtno ponesrečil na francoski avtomobilski dirki Tour de France.

## Popolni rezultati Formule 1
(legenda) (odebeljene dirke pomenijo najboljši štartni položaj, poševne pa najhitrejši krog, †-uvrščen kljub odstopu)
| Leto | Moštvo           | Šasija               | Motor           | 1      | 2       | 3   | 4       | 5      | 6     | 7       | 8       | 9   | Prv | Toč |
| ---- | ---------------- | -------------------- | --------------- | ------ | ------- | --- | ------- | ------ | ----- | ------- | ------- | --- | --- | --- |
| 1950 | Peter Whitehead  | Ferrari 125          | Ferrari V12     | VB     | MON DNS | 500 | ŠVI     | BEL    | FRA 3 | ITA 7   |         |     | 9.  | 4   |
| 1951 | Scuderia Ferrari | Ferrari 125          | Ferrari V12     | ŠVI 13 | 500     | BEL |         |        |       |         |         |     | -   | 0   |
| 1951 | Graham Whitehead | Ferrari 125          | Ferrari V12     |        |         |     | FRA Ret |        | NEM   | ITA Ret | ŠPA     |     | -   | 0   |
| 1951 | G A Vandervell   | Ferrari 375 Thinwall | Ferrari V12     |        |         |     |         | VB 9   |       |         |         |     | -   | 0   |
| 1952 | Peter Whitehead  | Alta F2              | Alta Straight-4 | ŠVI    | 500     | BEL | FRA Ret |        |       |         |         |     | -   | 0   |
| 1952 | Peter Whitehead  | Ferrari 125          | Ferrari V12     |        |         |     |         | VB 10  | NEM   | NIZ     | ITA DNQ |     | -   | 0   |
| 1953 | Atlantic Stable  | Cooper T24           | Alta Straight-4 | ARG    | 500     | NIZ | BEL     | FRA    | VB 9  | NEM     | ŠVI     | ITA | -   | 0   |
| 1954 | Peter Whitehead  | Cooper T24           | Alta Straight-4 | ARG    | 500     | BEL | FRA     | VB Ret | NEM   | ŠVI     | ITA     | ŠPA | -   | 0   |